# Liste der Monuments historiques in Vescours
Die Liste der Monuments historiques in Vescours führt die Monuments historiques in der französischen Gemeinde Vescours auf.

## Liste der Bauwerke
| Bezeichnung              | Beschreibung | Standort           | Kennzeichnung | Schutzstatus | Datum | Bild |
| ------------------------ | ------------ | ------------------ | ------------- | ------------ | ----- | ---- |
| Bauernhof Loscelle       |              | (Lage)             | PA00116592    | Classé       | 1944  |      |
| Bauernhof in Montalibord |              | Montalibord (Lage) | PA00116593    | Classé       | 1974  |      |

## Liste der Objekte
- Monuments historiques (Objekte) in Vescours in der Base Palissy des französischen Kultusministeriums